# Louise Ritter
Louise Dorothy Ritter (Dallas, Texas, 18 de febrero de 1958) es un exatleta estadounidense, especialista en salto de altura cuyo mayor éxito fue la medalla de oro en los Juegos Olímpicos de Seúl 1988, donde venció a la gran favorita Stefka Kostadinova.

## Trayectoria
Empezó a hacer atletismo en el instituto, y luego continuó en la Texas Woman's University, donde lo practicaba simultáneamente con el baloncesto. En 1977 participó en la Copa del Mundo en Düsseldorf, donde fue cuarta. En 1978 ganó su primer Campeonato de Estados Unidos. Además ese mismo año saltó 1,95 m en Los Ángeles, consiguiendo así el récord de su país.
Su primer éxito internacional llegó en 1979 cuando ganó el oro en los Juegos Panamericanos de San Juan de Puerto Rico, con 1,93 metros. Se clasificó para ir a los Juegos Olímpicos de Moscú 1980, pero el boicot decretado por Estados Unidos a esa cita por motivos políticos la privó de asistir. Ese año acabó quinta del ranking mundial con 1,95 metros.
En 1981 y 1982 tuvo problemas con las lesiones, pero reapareció en 1983, y en los Campeonatos del Mundo de Atletismo disputados en Helsinki, consiguió la medalla de bronce, su mayor éxito hasta entonces, solo superada por la soviética Tamara Bykova y por la alemana occidental Ulrike Meyfarth. Además ese año consiguió por primera vez superar la barrera de los dos metros, saltando 2'01m en Roma.
En los Juegos Olímpicos de Los Ángeles 1984 era una de las favoritas, pero finalmente solo pudo acabar octava con un salto de 1,91 metros. Aunque en el verano de 1987 consiguió igualar en Zúrich, su mejor marca de 2,01m en los Campeonatos del Mundo de Roma volvió a quedarse lejos del podio, y fue octava con 1,93m lejos de la ganadora búlgara Stefka Kostadinova, que batió el récord mundial con 2,09m en esa competición. En julio de 1988 Ritter consiguió en Austin, una nueva plusmarca americana con 2,03 metros. Esta plusmarca continua vigente aún hoy. 
Pese a todo Kostadinova era de largo la gran favorita para ganar el oro en los Juegos Olímpicos de Seúl 1988. Como mucho podía esperarse que la rusa Tamara Bykova la pusiera en algún aprieto. Sin embargo Louise Ritter realizó en Seúl la mejor competición de su vida. Solo Ritter y Kostadinova habían superado el listón situado en 2,01 m y ambas se disputaron el oro sobre 2,03 m sin embargo ambas fallaron sus tres tentativas sobre esta altura. Para desempatar debían volver a intentarlo, y Kostadinova falló, mientras una sorprendente Louise Ritter conseguía superar el listón e igualar con 2,03 m la mejor marca de su vida, ganando la medalla de oro con un nuevo récord olímpico. De esta forma consiguió derrotar a la favorita Kostadinova (plata) y a Bykova (bronce). Tenía 30 años, y consiguió así el logro más importante de su carrera.
Se retiró del atletismo en 1989, y se dedicó a ser entrenadora y a diferentes negocios. Actualmente reside en Dallas. Es la mejor saltadora de altura americana de la historia.